# محوطه گلگه هاشق
محوطه گلگه هاشق مربوط به سده‌های متأخر دوران‌های تاریخی پس از اسلام است و در شهرستان گچساران، بخش مرکزی، دهستان لیشتر، نرسیده به روستای پادوک (یک کیلومتری روستای پادوک) واقع شده و این اثر در تاریخ ۱۳ آبان ۱۳۸۶ با شمارهٔ ثبت ۱۹۷۴۷ به‌عنوان یکی از آثار ملی ایران به ثبت رسیده است.